# Siedlątków (gromada)
Siedlątków – dawna gromada, czyli najmniejsza jednostka podziału terytorialnego Polskiej Rzeczypospolitej Ludowej w latach 1954–1972.
Gromady, z gromadzkimi radami narodowymi (GRN) jako organami władzy najniższego stopnia na wsi, funkcjonowały od reformy reorganizującej administrację wiejską przeprowadzonej jesienią 1954 do momentu ich zniesienia z dniem 1 stycznia 1973, tym samym wypierając organizację gminną w latach 1954–1972.
Gromadę Siedlątków siedzibą GRN w Siedlątkowie utworzono – jako jedną z 8759 gromad na obszarze Polski – w powiecie tureckim w woj. poznańskim, na mocy uchwały nr 39/54 WRN w Poznaniu z dnia 5 października 1954. W skład jednostki weszły obszary dotychczasowych gromad Siedlątków, Wólka Księża, Łyszkowice i Młyny Księże ze zniesionej gminy Pęczniew w tymże powiecie. Dla gromady ustalono 10 członków gromadzkiej rady narodowej.
1 stycznia 1956 gromada weszła w skład nowo utworzonego powiatu poddębickiego w woj. łódzkim.
Gromadę zniesiono 31 grudnia 1959, a jej obszar włączono do gromad Niemysłów (wieś i parcelę Księże Młyny) i Pęczniew (wieś Księża Wólka, wieś Łyszkowska Wólka, kolonię Wólka Smolna, wieś i kolonię Siedlątków Poduchowny, wieś Nerki i wieś Łyszkowice).